# Sun International Challenge
De Sun International Challenge is een jaarlijks golftoernooi voor vrouwen in Zuid-Afrika, dat deel uitmaakt van de Sunshine Ladies Tour. Het toernooi werd opgericht in 2014 en vindt telkens plaats op de Lost City Golf Course in Sun City, Noordwest.
Het wordt gespeeld in een strokeplay-formule van twee ronden.

## Winnaressen
| Jaar | Winnares           | Score | Score | Info                             |
| ---- | ------------------ | ----- | ----- | -------------------------------- |
| 2014 | Tandi von Ruben po | 143   | –1    | Won de play-off van Magda Kruger |